# Podemus
Podemus ist eine im Westen der sächsischen Landeshauptstadt Dresden gelegene Gemarkung, die seit 1994 als Ortsteil zur Gemeinde beziehungsweise Ortschaft Mobschatz gehört.

## Geografie

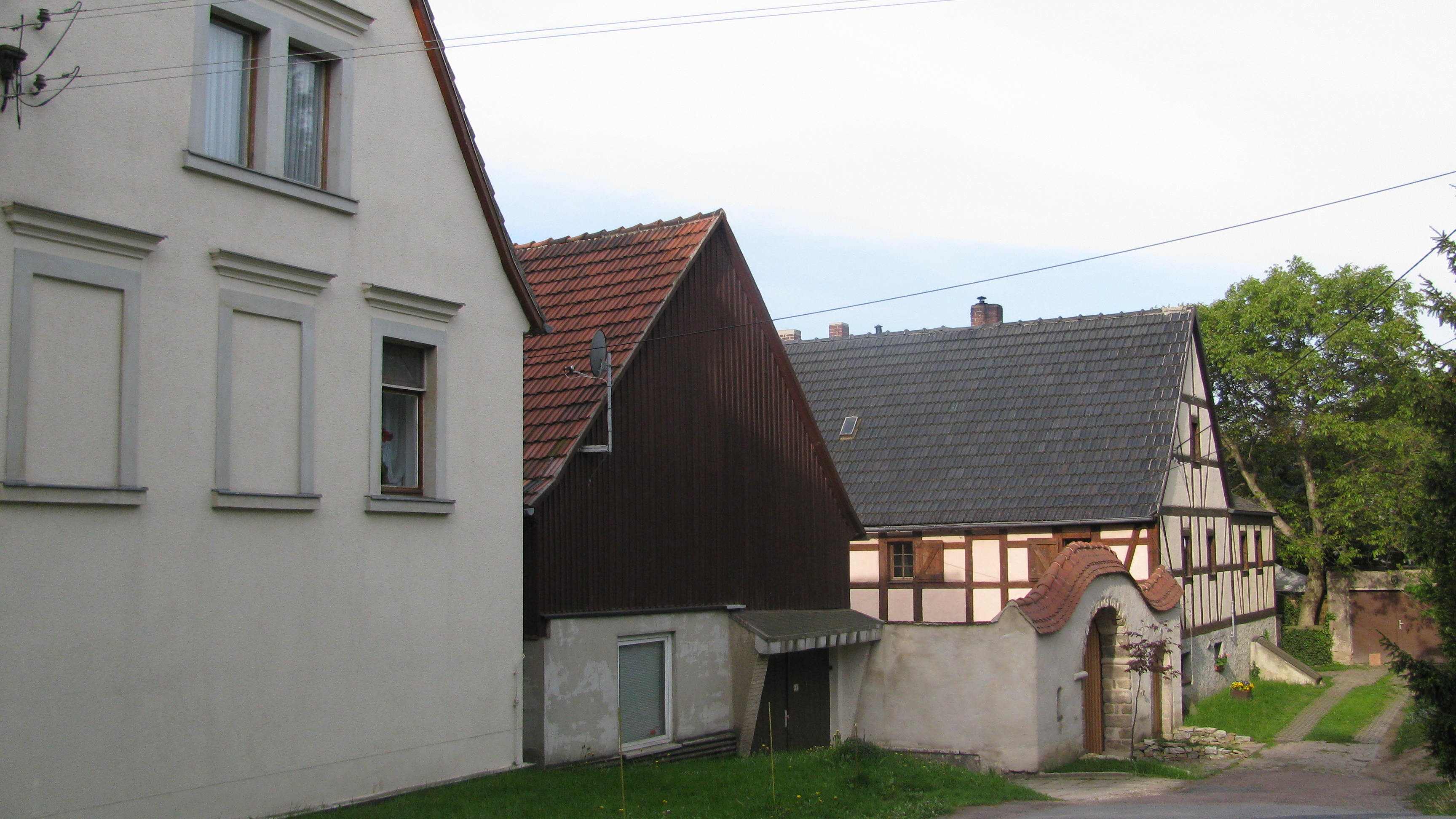
Gebäude im Dorfkern von Podemus

Podemus liegt 8 km westlich des Dresdner Stadtzentrums, der Inneren Altstadt, im linkselbischen, Meißner Hochland genannten Lösshügelland. Der Rand des Elbtalkessels befindet sich reichlich 2 km weiter nordöstlich. Angrenzende Gemarkungen sind die anderen Mobschatzer Ortsteile Brabschütz im Nordwesten, Alt-Leuteritz im Norden und Merbitz im Nordosten. Benachbart von Podemus liegen außerdem die Gompitzer Ortsteile Ockerwitz im Südosten, Pennrich im Süden, Steinbach im Südwesten und Roitzsch im Westen. Die Gemarkung und der flächenmäßig identische Ortsteil Podemus gehören zum Dresdner statistischen Stadtteil Cossebaude/Mobschatz/Oberwartha.
Die südliche Flurgrenze des Ortsteils zu Pennrich bildet der linke Talrand. Die südöstliche Flurgrenze zu Ockerwitz bildet der Zschonerbach im Zschonergrund, in den mehrere auf Podemuser Flur entspringende Bäche münden. Im Zschonergrund liegt in Höhe Zschonermühle mit 180 m ü. NN auch der niedrigste Punkt der Gemarkung. Nur ca. 200 m nördlich der Gemarkungsgrenze verläuft die A 4, die damit in nur 700 m Entfernung den Ortskern passiert. Dieser liegt auf einer Höhe von 250 m ü. NN und blieb in seinem historischen Zustand erhalten. Am Dorfplatz stehen heute mehrere alte Bauerngüter. Dadurch und auch durch die unbebaute Flur konnte sich Podemus bis heute seinen dörflichen Charakter bewahren, obwohl es zu Dresden gehört.

## Geschichte

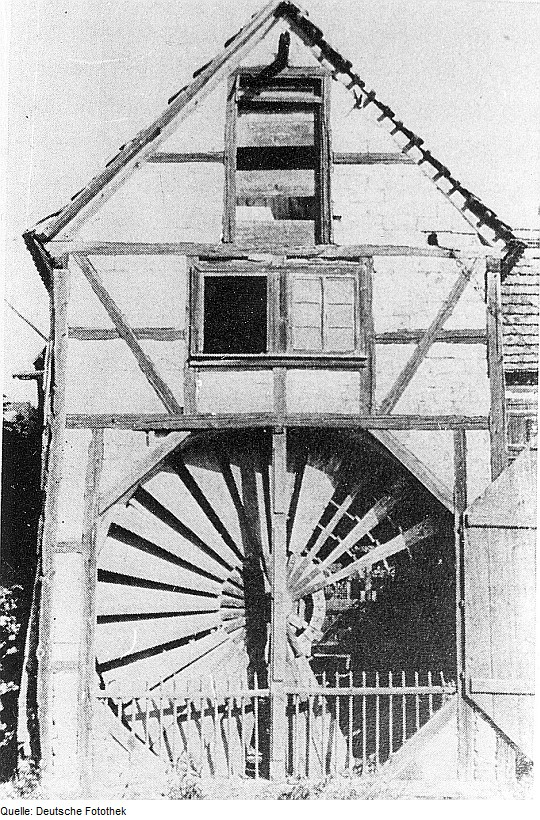
Verfallende Scheunenwindmühle am ursprünglichen Standort in Podemus, etwa 1970

Der slawische Rundling Podemus wurde 1349 erstmals erwähnt, als Luczmann von Podemiz den Nachbarort Brabschütz als Lehen erhielt. Darauf gründet sich die Vermutung, dass es in Podemus in dieser Zeit einen Herrensitz gegeben hat. Der Ortsname leitet sich ab von sorbisch pod (dt.: unter) und moch (Moos) / myš (Maus) / muzga (Niederung) oder vom Namen eines sorbischen Lokators. Er entwickelte sich anschließend in voneinander recht stark abweichenden Varianten. Zwischen dem 14. und dem 16. Jahrhundert existierten die Formen Pademis, Pademyz, Podemuz, Podemos, Pademus, Podomus, Podemiß, Podeweß, Bodewiß, Bodemitz, Podenitz und Bodenz. Der heutige Name Podemus taucht zwar erstmals schon im Jahre 1542 oder nach anderen Quellen sogar bereits 1408 auf, wird aber erst gegen Ende des 19. Jahrhunderts verbindlich festgeschrieben. So findet sich 1806 noch Bödnitz oder 1827 Boderitz.
Podemus war mit einer Blockflur beziehungsweise Streifenflur ausgestattet und zunächst wahrscheinlich im Besitz der Herren von Podemiz. Wilhelm der Einäugige, Markgraf von Meißen, belehnte den Meißner Bischof Nikolaus am 8. September 1405 mit dem Dorf und dem Vorwerk Podemus. In der Folgezeit übten meistens hohe Kirchenbeamte die Grundherrschaft in Podemus aus. Nach der Reformation wurde im Meißnischen Kreis das Prokuraturamt Meißen zum Verwalter des früheren Besitzes der katholischen Kirche. Die Gerichtsbarkeit ging indes 1559 an das Amt beziehungsweise die Amtshauptmannschaft Dresden über und eingepfarrt wurde Podemus nach Briesnitz. Die Landwirtschaft war die hauptsächliche Erwerbsquelle der ortsansässigen Bauern, besonders der Obst- und Gartenbau. So wurde bereits 1406 ein bomgarthe („Baumgarten“) erwähnt.

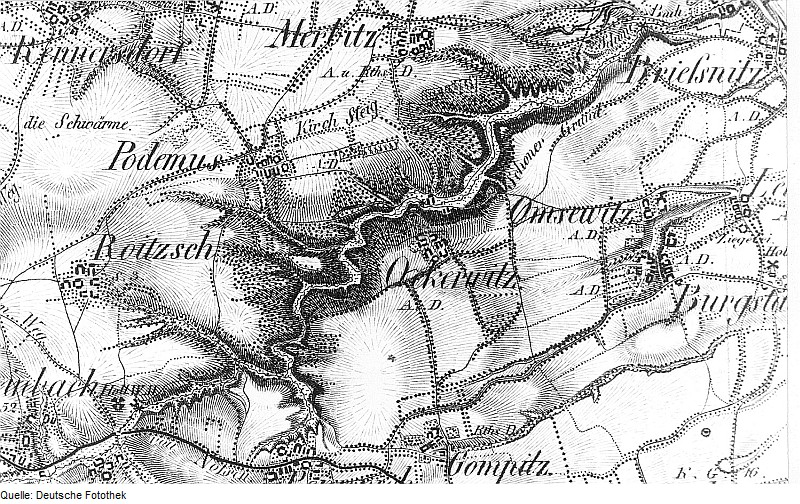
Podemus und benachbarte Dörfer auf einer Karte von 1821

Im Dezember 1745 lag Podemus unmittelbar am Rand des Kesselsdorfer Schlachtfeldes. Am 6. August 1813 sollen sich Napoleon Bonaparte und General Vandamme vor der Schlacht um Dresden mit einem österreichischen Gesandten im Dorfgasthof getroffen haben. Ab 1839 stand in Podemus die einzige Schule der umliegenden Dörfer, doch schon 18 Jahre später wurde sie nach Brabschütz verlegt. Der Podemuser Bauer Johann Traugott Leberecht Schubert baute 1864 in Podemus die einzige Scheunenwindmühle der Welt, die inzwischen im brandenburgischen Saalow steht. Am 1. Juli 1950 wurde Podemus schließlich nach Brabschütz eingemeindet und kam mit diesem 1994 zur Gemeinde Mobschatz, die seit dem 1. Januar 1999 als Ortschaft zur Landeshauptstadt Dresden gehört.

### Einwohnerentwicklung
| Jahr | Einwohner                    |
| ---- | ---------------------------- |
| 1551 | 8 besessene Mann, 7 Inwohner |
| 1764 | 10 besessene Mann, 2 Häusler |
| 1834 | 125                          |
| 1871 | 140                          |
| 1890 | 122                          |
| 1910 | 164                          |
| 1925 | 152                          |
| 1939 | 140                          |
| 1946 | 209                          |
| 1950 | siehe Brabschütz             |